# 樽見駅
樽見駅（たるみえき）は、岐阜県本巣市根尾樽見字下川原にある、樽見鉄道樽見線の駅である。同線の終着駅。駅番号はTR19。

## 歴史
1956年に国鉄樽見線が最初に大垣駅 - 谷汲口駅間を開通させてから30年余り、当駅まで延伸したのは平成に入った1989年のことであった。樽見は旧根尾村の中心集落であった。

### 年表

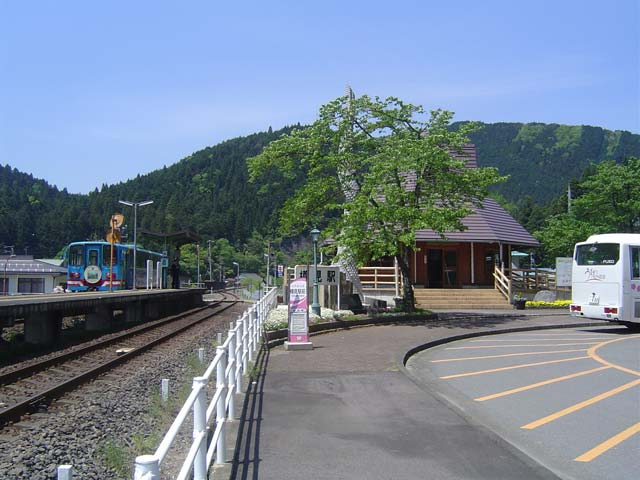
駅構内と旧駅舎（2005年5月）

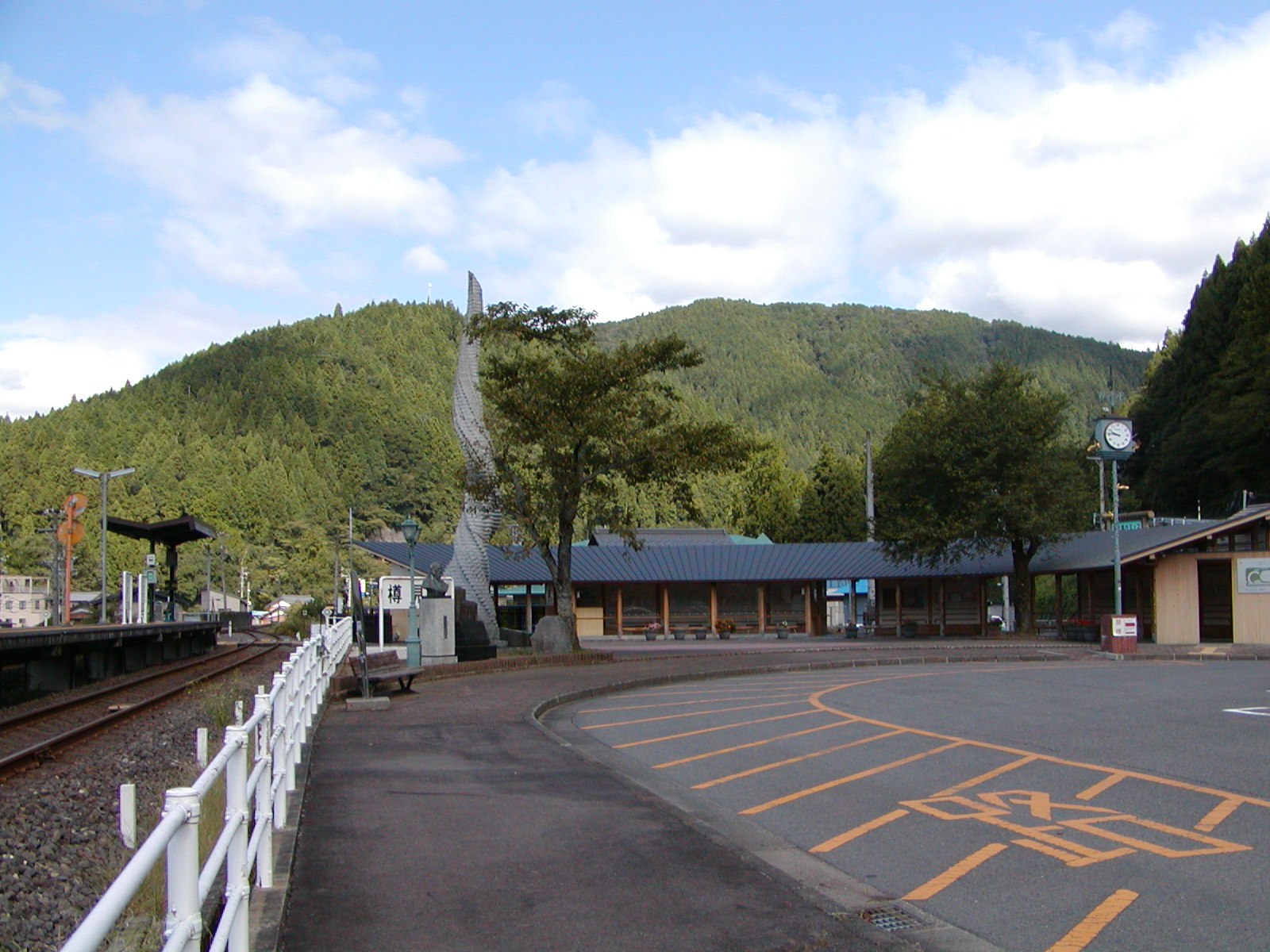
駅構内と現駅舎（2010年9月）

- 1989年（平成元年）3月25日：樽見鉄道樽見線神海駅 - 当駅間延伸時に終着駅として開設[1][4][5]。
- 2007年（平成19年）4月28日：0時15分頃に発生した不審火により[4]、駅舎全焼[6]。
- 2008年（平成20年）4月11日：駅舎再建。

## 駅構造
単式ホーム1面1線を有する地上駅。
開業当初は島式ホーム1面2線の構造であり、線路は駅の北で合流し、かつて客車列車の機関車付け替えに使用されていた。また、駅前広場には中部電力の上大須ダムのための物資を樽見線からトラックに積替えるための側線が敷設されていた。利用者減少により2024年秋より神海駅と共に駅構内の棒線化工事を実施し、1面1線での運用となった。
初代駅舎は地元観光物産館との合築で、古民家風の屋根が特徴的であったが、2007年4月28日に発生した火災で全焼した。翌2008年4月、新しい駅舎「うすずみふれあいプラザ」が完成した。2021年10月には、当駅周辺の小中学生が描いた「おもてなし看板」が設置された。本巣市アドバイザーを務めている金哲彦が「駅にシンボルとなるものがあると良い」と提案したのが端緒となっている。
無人駅。ただし、淡墨桜シーズン中（桜ダイヤ期間中）のみ駅員が配置される。初代駅舎の頃は自動券売機を設置していた。

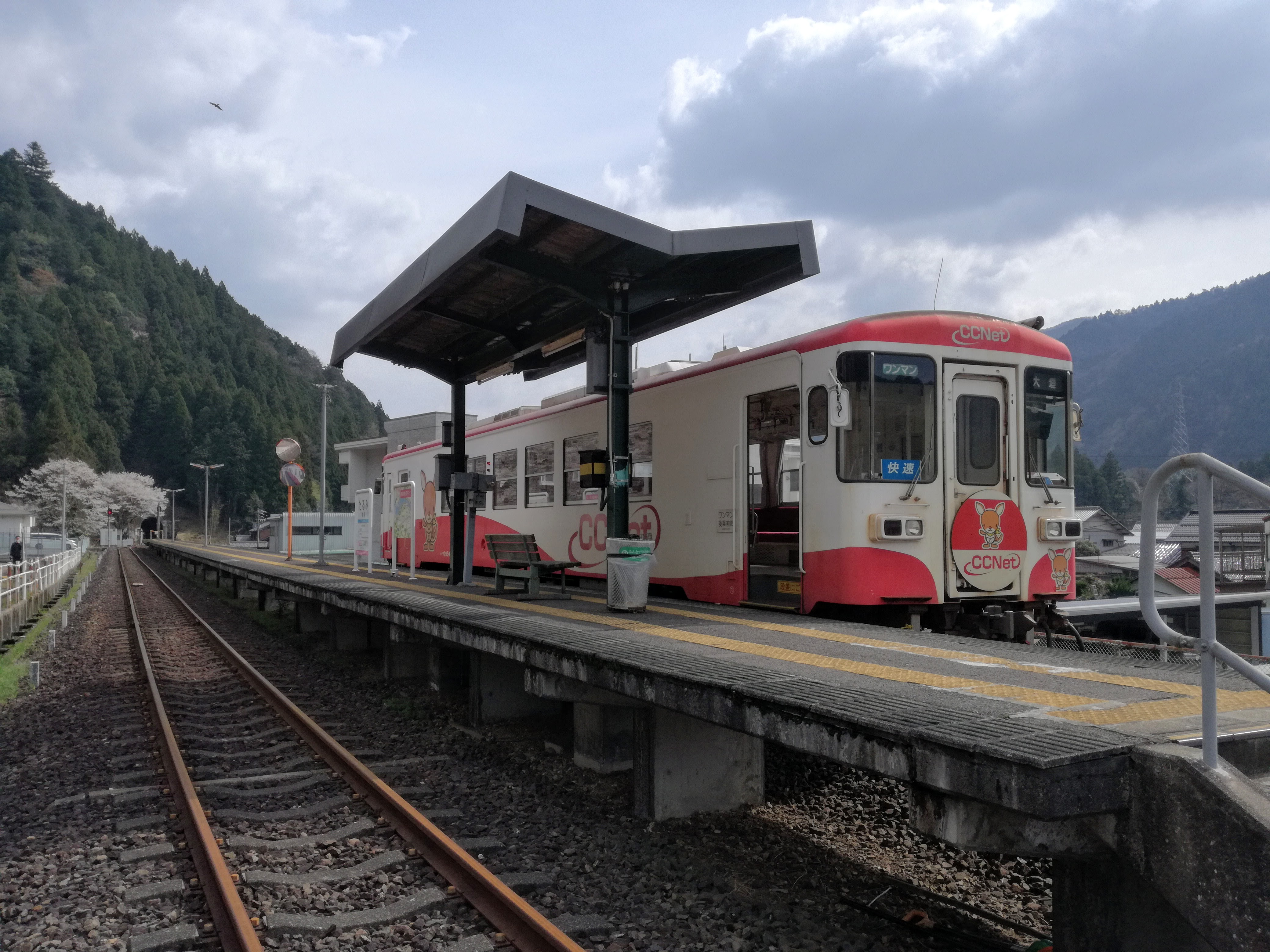
ホーム（2021年4月、構内踏切手前より）
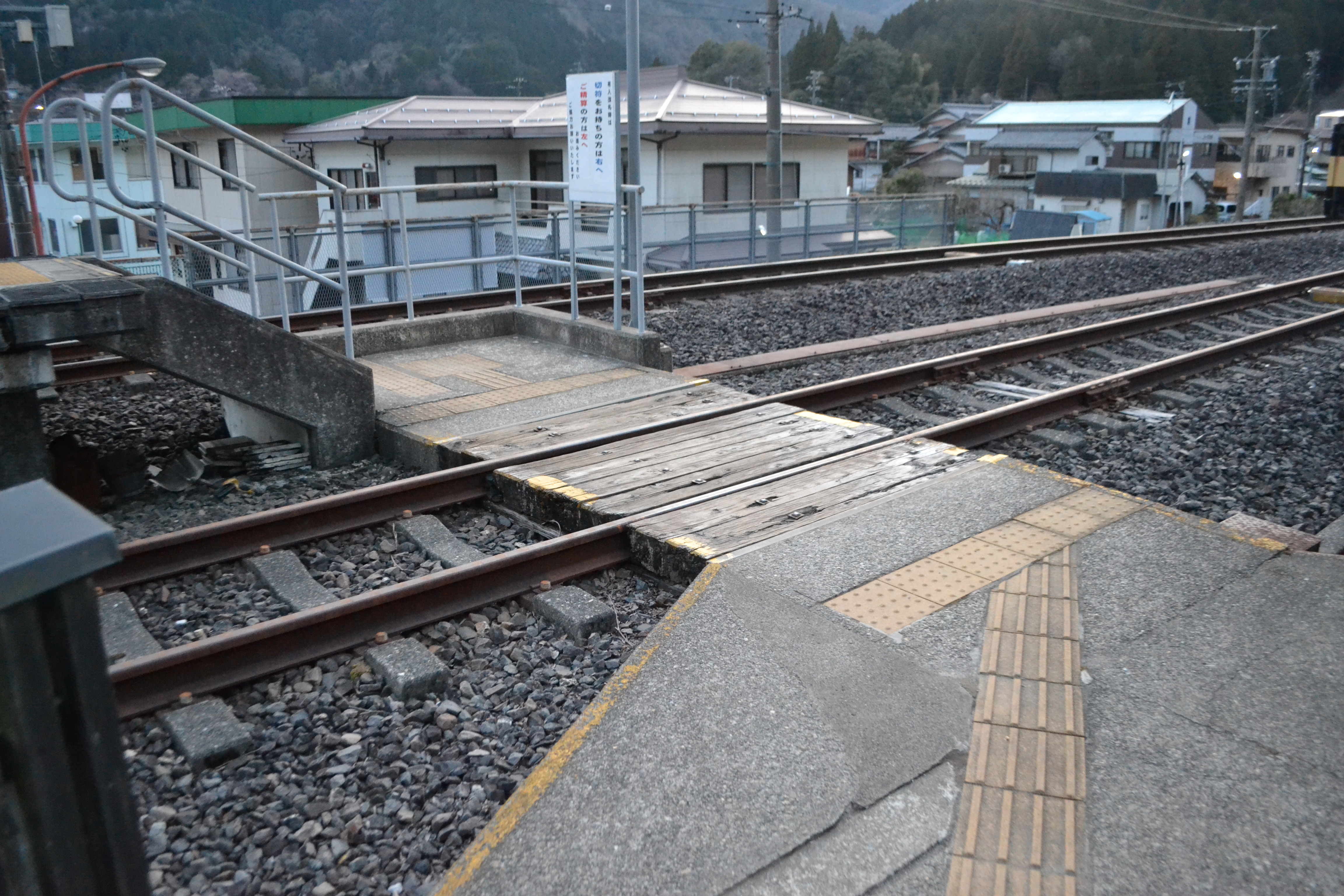
構内踏切（2022年4月）
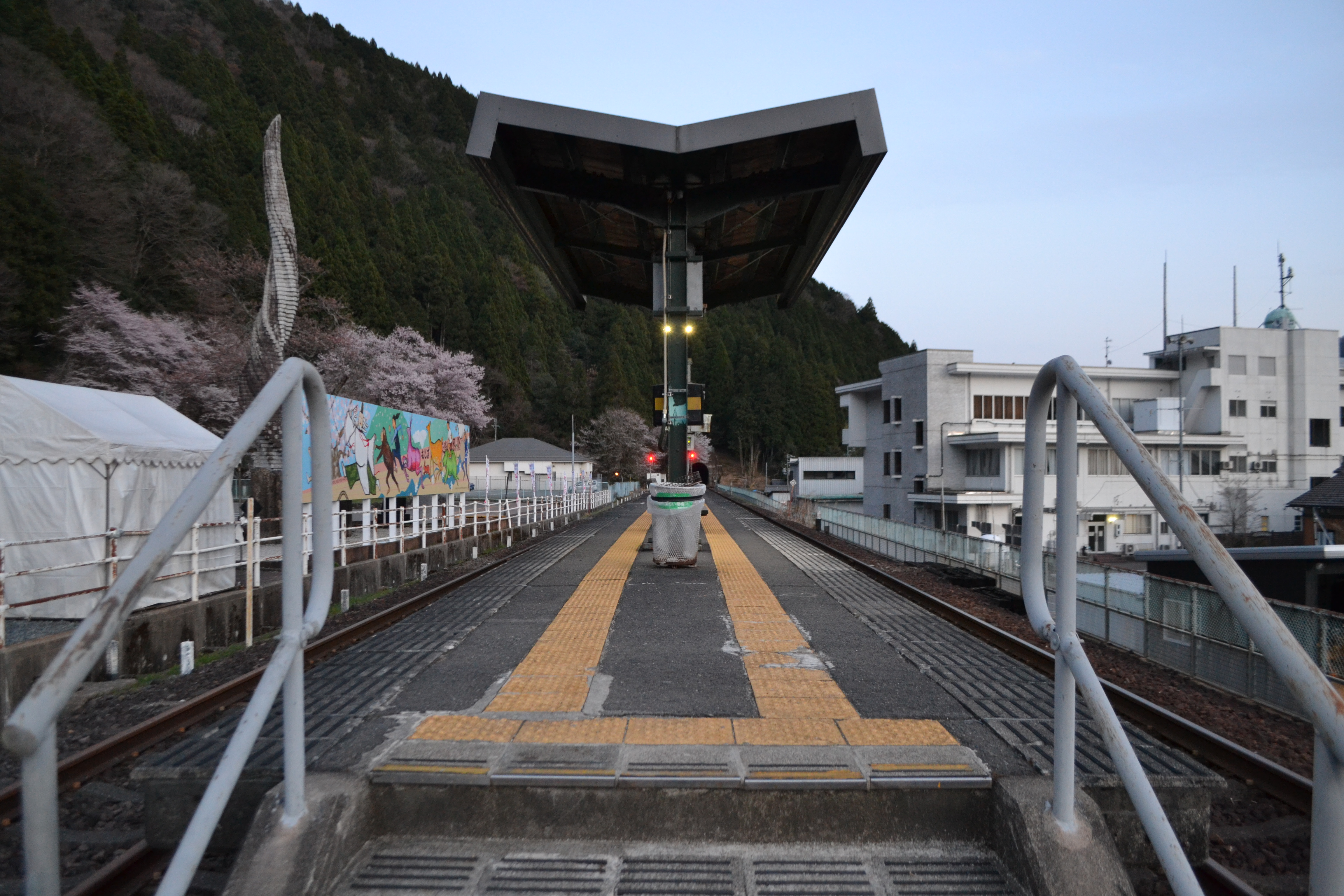
ホーム（2022年4月、階段手前より）
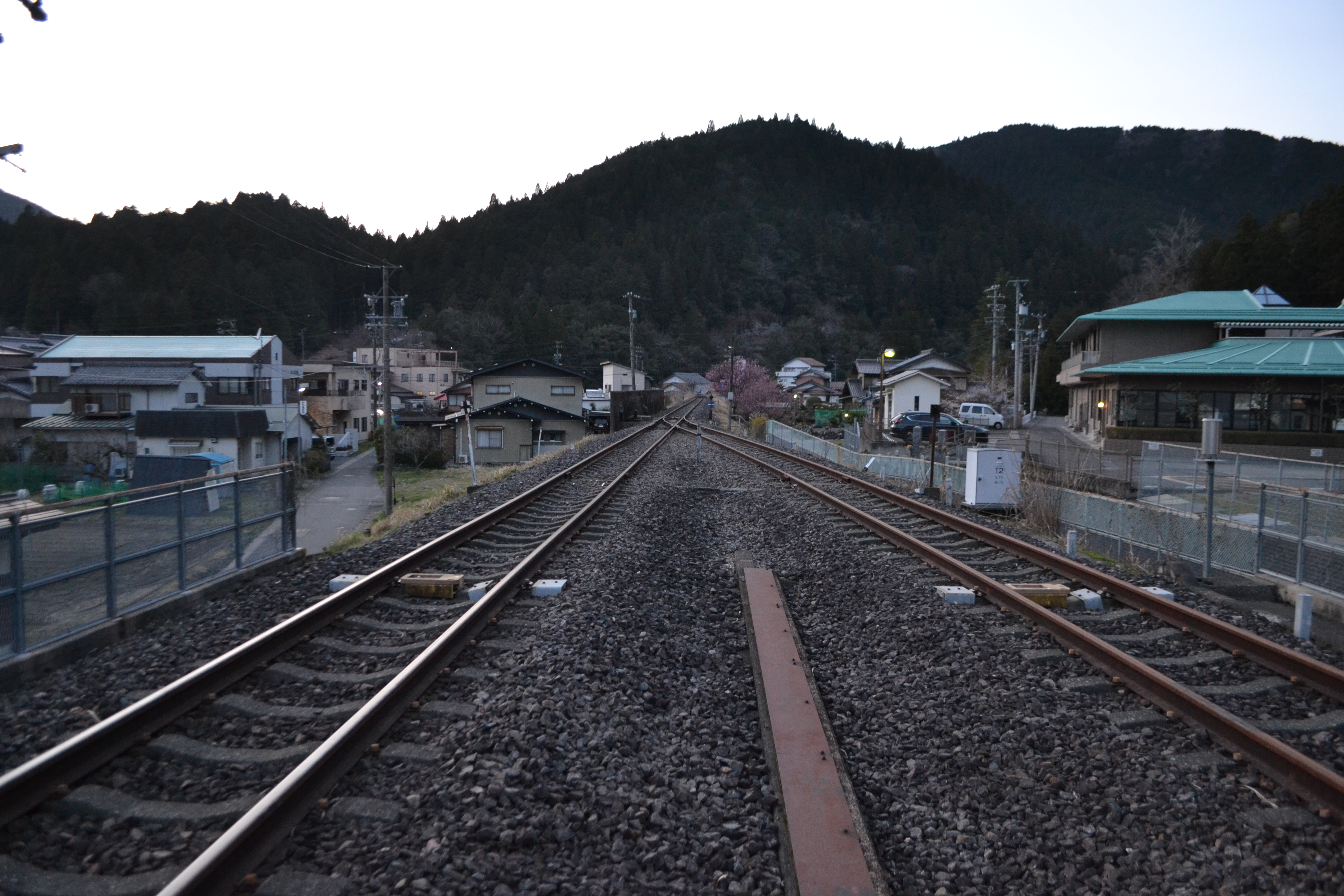
線路終端側（2022年4月）

## 駅周辺

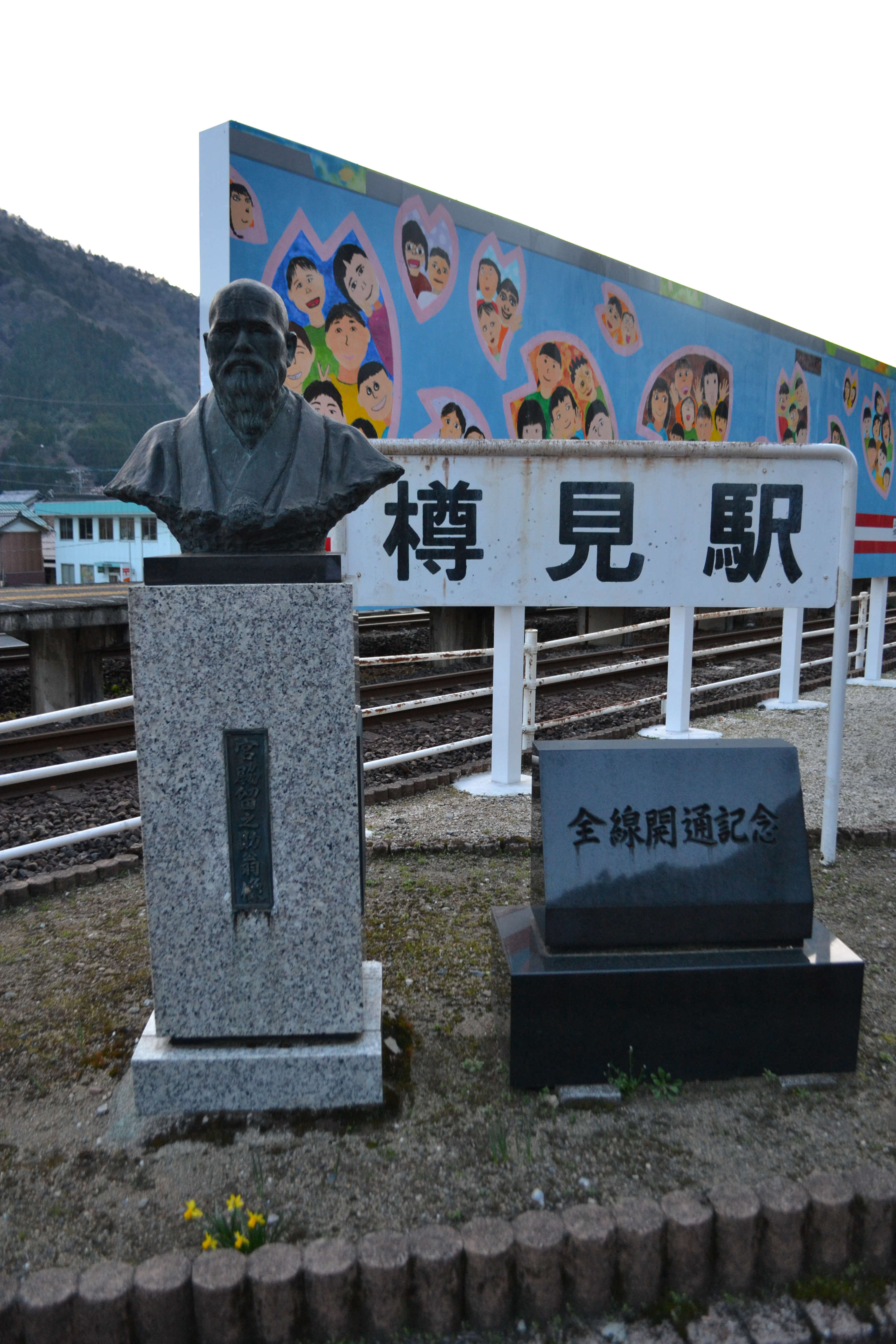
宮脇留之助翁像と全線開通記念の石碑

旧根尾村の玄関口であり、駅前には小規模ながら商店街があり住宅も点在している。樽見行列車は板所トンネルを出て直ぐ当駅に着く。なお、駅構内は本巣市根尾樽見と根尾板所に跨っている。
本来、この路線は鉄道敷設法別表の「大垣ヨリ福井県大野ヲ経テ金沢ニ至ル鉄道」の一部であった。ここから先、同じく福井県大野市へ抜ける国道157号（温見峠）は狭隘区間が続き、本州屈指の「酷道」とも評されている。
- 本巣市役所根尾分庁舎
- 根尾郵便局
- ぎふ農業協同組合（JAぎふ）根尾支店
- 大垣西濃信用金庫根尾支店
- 旧本巣市立根尾小学校校舎
- 宮脇留之助翁像：樽見線誘致に尽力した宮脇留之助の胸像[8]。隣に全線開通の記念碑がある。
- 淡墨公園
  - 淡墨桜[4][1][9]
  - さくら資料館
  - 淡墨観音
- うすずみ温泉[1]
- 根尾川温泉
- 国道157号
- 国道418号
- 根尾川

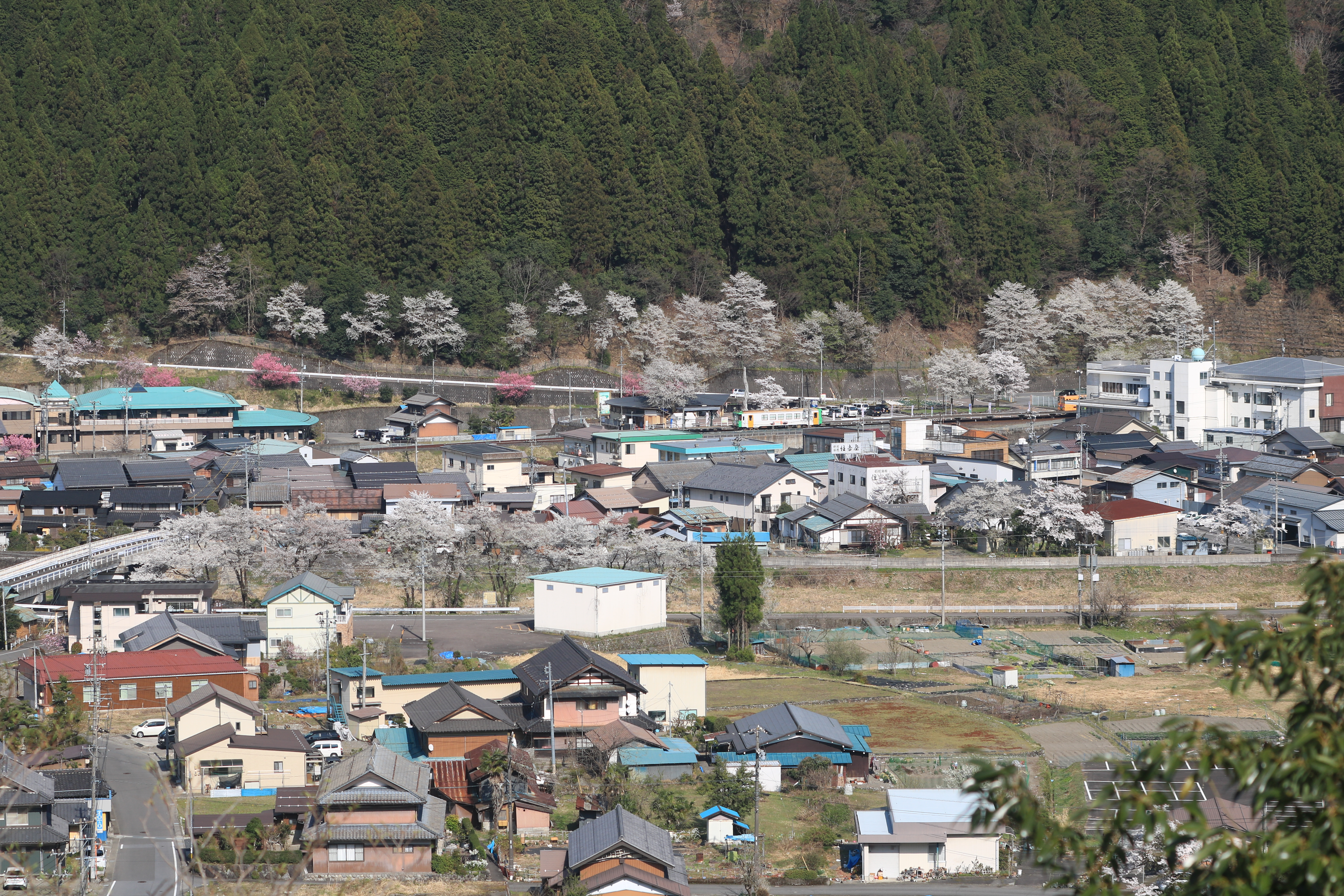
薄墨公園から樽見駅を眺める（2018年4月、遠景）
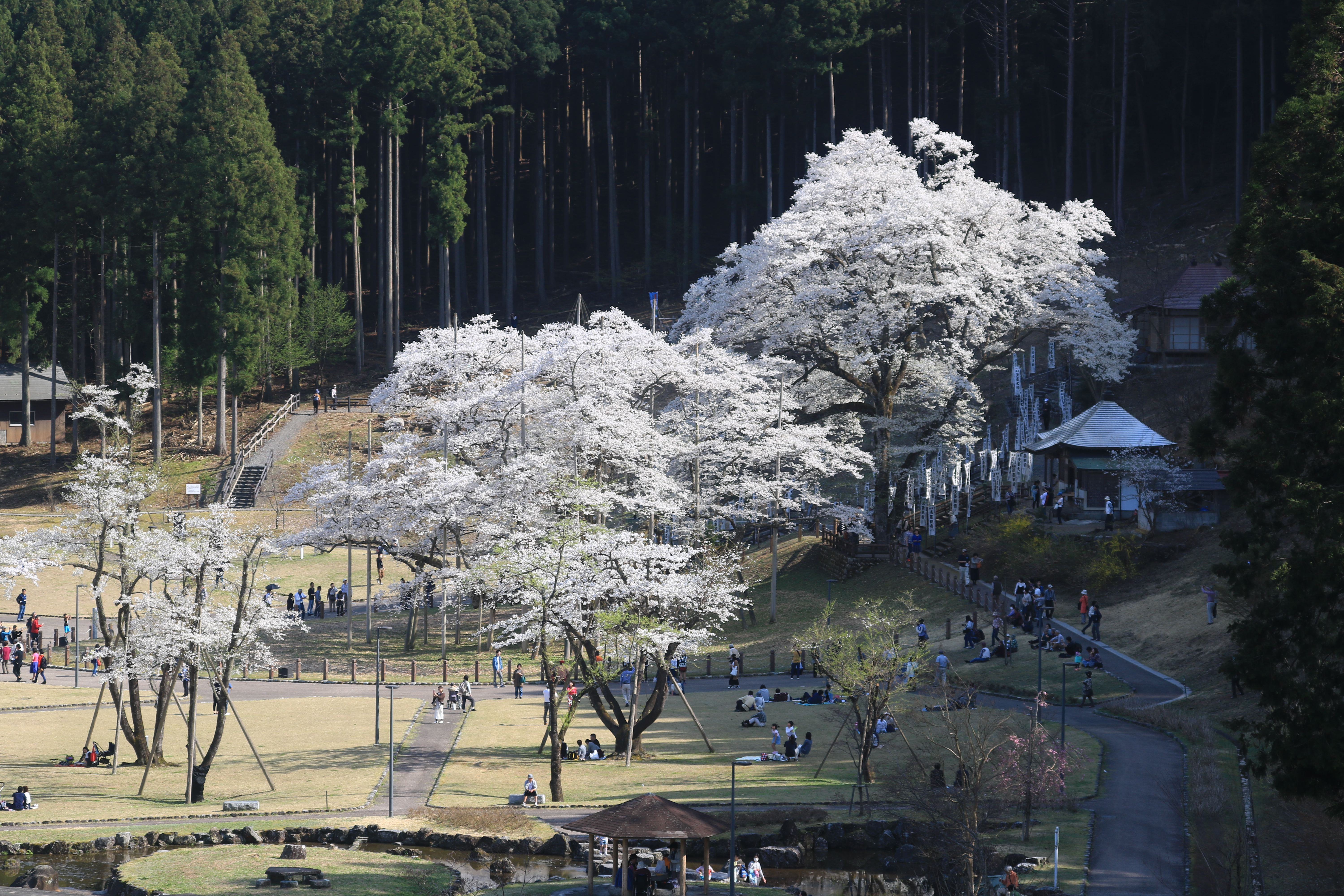
薄墨桜（2018年4月、展望台より）
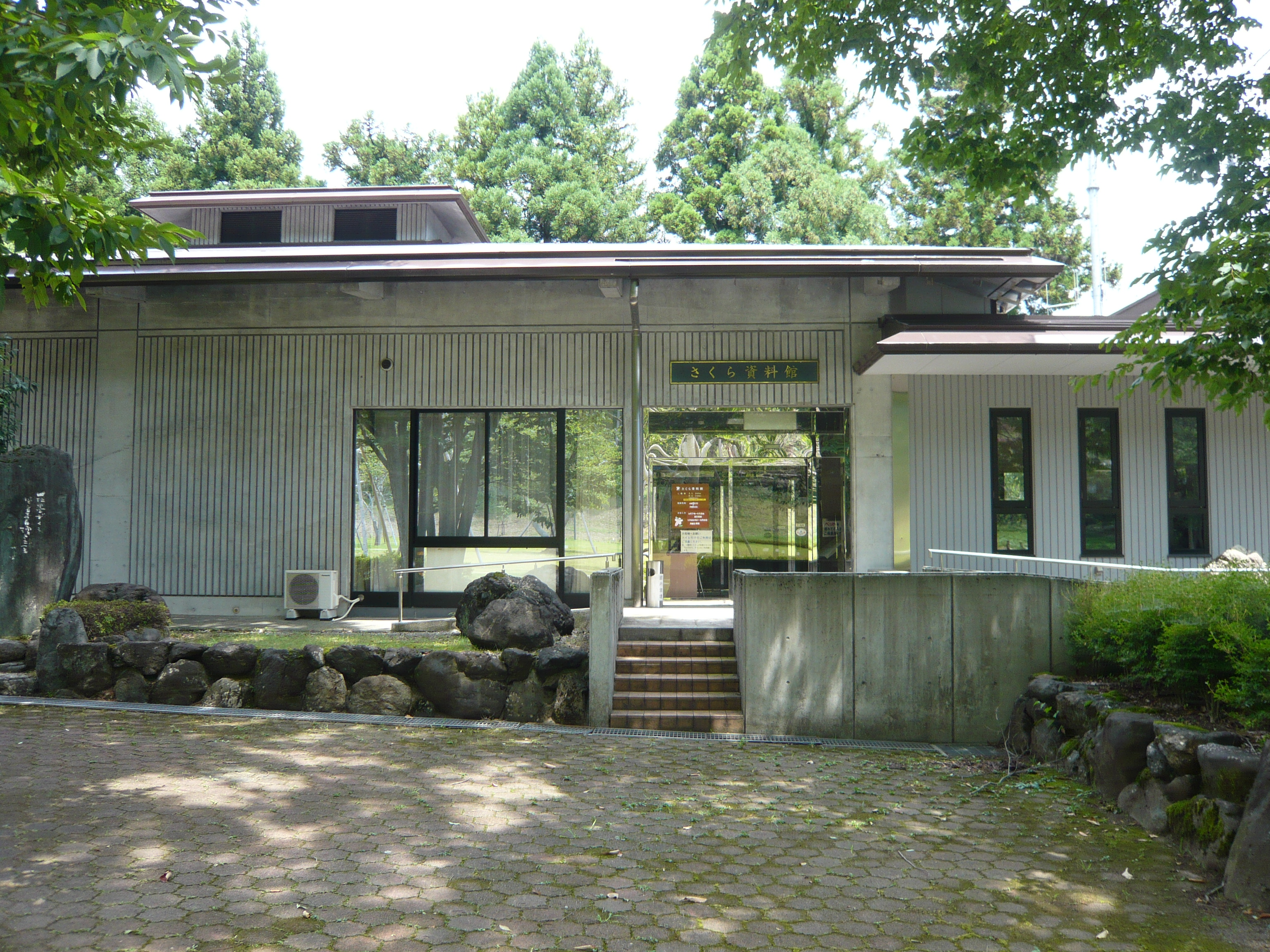
さくら資料館
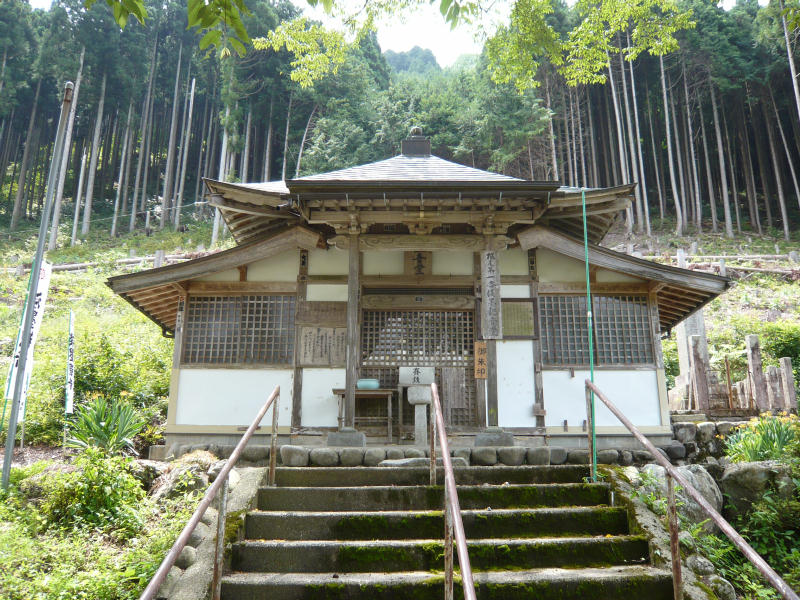
薄墨観音

## バス路線
ロータリー内に「樽見駅前」停留所があり、下記の路線が乗り入れる。なお、うすずみ温泉の開館日は、当駅から（同温泉施設への）無料シャトルバスの運行も設定される。
本巣市市営バス
- 根尾宇津志線
  - 根尾分庁舎前
  - 宇津志
- 根尾能郷線
  - 根尾分庁舎前
  - 能郷上原
- 根尾松田・奥谷線
  - 根尾分庁舎前（※循環系統）

## 隣の駅
樽見鉄道
■樽見線
水鳥駅 (TR18) - 樽見駅 (TR19)